# Wyspa Noego
Wyspa Noego (Noah's Island) – brytyjski serial animowany stworzony przy współpracy Europejskiej Unii Nadawców w 1997 roku. Zostało wyemitowane 39 odcinków po 28 minut każdy.
W Polsce najpierw emitowany był przez stację Canal+, a następnie Minimax od 2000 do września 2001 roku.

## Opis fabuły
Głównym bohaterem jest niedźwiedź polarny Noe, który sprawuje funkcję kapitana na wyspie wulkanicznej dryfującej po oceanach. Jego celem jest dotarcie do Diamantyny, ziemi obiecanej, znajdującej się na Oceanie Indyjskim. Podczas podróży Noe przyjmuje na swoją wyspę różne zwierzęta. Całość fabuły stanowi odwołanie do biblijnej Arki Noego.

## Bohaterowie
- Noe - niedźwiedź polarny kapitan wyspy. Jest odpowiedzialny za dotarcie do Diamantyny.
- Rocco - goryl przybyły na wyspę wskutek katastrofy statku na którym był przewożony. Na wyspie pełni rolę szefa pogotowia medycznego.
- Dagmara - kangurzyca przybyła na wyspę wskutek katastrofy statku. Na wyspie pomaga Rocco w pogotowiu medycznym.
- Reg - arogancki mandryl, którego pragnieniem jest być człowiekiem. Buntuje się przeciwko pomysłom Noego i w pewnym momencie przejmuje władzę and wyspą.
- Urszula - niedźwiedzica brunatna. Podkochuje się w Noe.
- Chang - panda rywalizująca o względy Noego z Urszulą.
- Sasza - desman ukraiński przybyły na wyspę z hiszpańskiego cyrku. Pełni funkcję doradcy Noego. Mówi z wyraźnym rosyjskim akcentem. Jego ulubionym powiedzeniem jest „Oiski, poiski”.
- Salome - mamucica od której Noe dowiedział się o Diamantynie na której kiedyś mieszkała.
- Wombat - przyniesiony na wyspę przez Dagmarę, gdy ta zeszła odwiedzić Australię.
- Jasper - nosacz. Na wyspie pełni funkcję wartownika. Postać niema.
- Nab - pesymistyczny orangutan, którego zadaniem jest sterować wyspą
- Gerti - gorylica uratowana przez Rocco z wraku samolotu. Później się w nim zakochuje.
- Sparky - biały królik. Postać niema.
- Łuskowiec
- Mangusta - została sprowadzona na wyspę z Indii po tym jak pojawiły się jadowite węże. Mangusta uratowała Sparky'ego, oraz inne zwierzęta.

## Wersja polska
Kierownictwo produkcji - Bogumiła Adler
Wystąpili:
- Rocco - Zbigniew Suszyński
- Dagmara - Izabela Dąbrowska
- Reg - Jarosław Boberek
- Urszula - Elżbieta Kijowska
- Chang - Anna Apostolakis
- Sasza - Józef Mika
- Salome - Teresa Lipowska
- Wombat - Jacek Kopczyński

## Spis odcinków
- 03. Sasza znajduje dom[1] / Sacha Finds a Home
- 04. Ciężki dzień Saszy[2] / Sacha's Busy Day
- 05. Słonie w niebezpieczeństwie[3]  / Elephant Trouble
- 06. Poszukiwanie słonika[4] / Search for the Baby Elephant